# Choccolocco
Choccolocco – jednostka osadnicza w Stanach Zjednoczonych, w stanie Alabama, w hrabstwie Calhoun.